# Opony w Formule 1

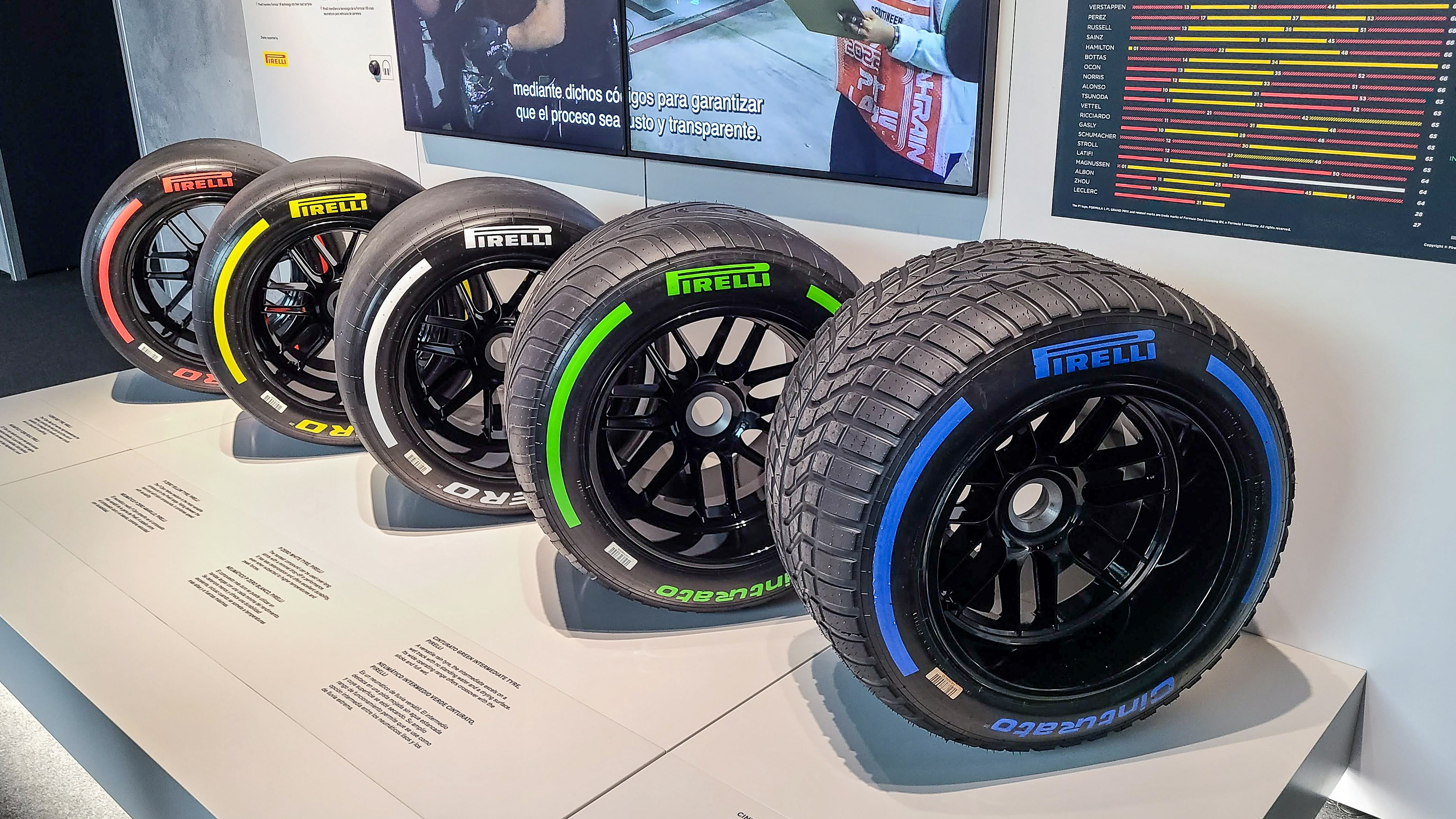
Opony w Formule 1

Opony w Formule 1 – jeden z najważniejszych elementów bolidów w Formule 1, odpowiadają za przyczepność, osiągi i bezpieczeństwo podczas wyścigów, od 2011 roku dostarczane przez firmę Pirelli. Pirelli stosuje różne mieszanki gumy, dostosowane do warunków panujących na torze wyścigowym. Różnią się między innymi twardością, elastycznością i wytrzymałością.

## Rodzaje i oznaczenia kolorystyczne
Stworzonych zostało pięć rodzajów opon przeznaczonych do warunków suchych oraz dwa na pogodę deszczową. Opony na pogodę suchą mają oznaczenia C1 – C5 oraz kolory: biały, żółty oraz czerwony, natomiast opony na deszcz są koloru zielonego i niebieskiego.
| Twardość           | Oznaczenie | Kolor                  |
| ------------------ | ---------- | ---------------------- |
| Najtwardsza        | C1         | Biały                  |
| Twarda             | C2         | Biały + obramowanie    |
| Pośrednia          | C3         | Żółty + obramowanie    |
| Miękka             | C4         | Czerwony + obramowanie |
| Najbardziej miękka | C5         | Czerwony               |

Mieszanka biała – najtwardsza ze wszystkich. Stosowana głównie w Circuit de Monaco, czy Marina Bay Street Circuit w Singapurze, gdzie panuje niski poziom chwytu. Ten materiał odporny jest na ścieranie i małe opory toczenia. Pozwala to uzyskać lepsze osiągi i mniejsze spalanie paliwa. Nie zapewnia natomiast tak dobrej przyczepności jak miękkie opony.
Mieszanka żółta – najpopularniejsza i najczęściej wybierana. Stosowana głównie na torach o średnim poziomie chwytu, takich jak Barcelona-Catalunya czy Silverstone. Jest bardziej elastyczna od mieszanki białej, ale przez to bardziej się ściera i zwiększa spalanie paliwa.
Mieszanka czerwona – najbardziej miękka z dostępnych mieszanek, ma swoje zastosowanie na torach o wysokim poziomie chwytu, takich jak Autodromo Nazionale di Monza czy Spa-Francorchamps. Jest najbardziej elastyczna i zapewnia największą przyczepność, ale za to ma krótką żywotność i szybko się ściera. Najczęściej stosowana jest w końcowym etapie wyścigu.
| Rodzaj                             | Kolor     |
| ---------------------------------- | --------- |
| Przejściowa                        | Zielony   |
| Przeznaczona do mokrej nawierzchni | Niebieski |

Przejściowe (intermediate) – dzięki bieżnikowi są w stanie odprowadzić do 40 litrów wody spod kół przy prędkości 300km/h.
Deszczowe (full wet) – ich bieżnik pozwala odprowadzić do 65 litrów wody przy 300 km/h.

## Historia
Marka Pirelli występuje w Formule 1 od jej powstania w 1950 roku. Na Oponach tej marki bolid Alfa Romeo 158 zespołu Alfa Romeo zdobył pierwsze w historii mistrzostwo Formuły 1.
W sezonach 1950-1953 wykorzystywano opony czterech producentów. Oprócz opon Pirelli w bolidach montowano ogumienie Firestone, Dunlop oraz Englebert. Marka Engelbert w późniejszym czasie połączyła się z Uniroyal, a pod koniec lat 70. XX wieku przedsiębiorstwo zostało przejęte przez Continental, które całkowicie porzuciło nazwę Engelbert. Opony Continental zadebiutowały w Formule 1 w 1954 roku. W tym samym czasie na kołach bolidów pojawiło się również ogumienie marki Avon Rubber.
W 1958 roku zawody zdominowane zostały przez opony Dunlop, które szeroko wykorzystywane były do 1965 roku. Przez pewien okres czasu Dunlop był jedynym dostawcą opon do bolidów Formuły 1. Na przełomie lat 60. i 70. jednym z najlepszych zespołów był Lotus, naprzemiennie wykorzystujący opony Dunlop oraz Firestone.
Na początku lat 70. zaszła istotna zmiana. Pojawiły się opony typu slick, czyli takie, które pozbawione były bieżnika. Pozwoliło to uzyskać maksymalną przyczepność do podłoża na suchej powierzchni. Zmieniła się także ich szerokość – przednie opony mierzyły 12 cali. W 1978 roku Grand Prix Brazylii wygrał bolid Ferrari, który wyposażono w radialne opony Michelin. Marka na torach Formuły 1 zadebiutowała rok wcześniej, dzięki oponom radialnym zwiększyła się przyczepność podczas jazdy po łuku dzięki przeniesieniu większych sił bocznych.
W 1979 roku opony radialne zyskały na popularności. Podczas Grand Prix Monako w 1983 roku po raz pierwszy wykorzystane zostały opony radialne przeznaczone do jazdy w deszczu i zostały stworzone przez markę Goodyear Tire and Rubber Company. To osiągnięcie spowodowało, że opony tej marki zyskały na popularności, a ciąg zwycięstw bolidów na ich oponach spowodował, że Goodyear stało się wyłącznym dostawcą opon dla Formuły 1.
Z niewielkimi przerwami Goodyear dominowało w Formule 1 do roku 1997. Na jego miejsce wprowadzono opony Bridgestone oraz Michelin. Wraz z sezonem 1999 zmieniły się także przepisy i zakazano opon typu slick. Na ich miejsce ogumienie bolidów musiało posiadać trzy rowki na przednich oraz cztery na tylnych oponach.
W sezonie 2005 zabroniono zmiany opon podczas wyścigu, a jedynym warunkiem, który dopuszczał ich wymianę (na deszczowe), była zmiana warunków pogodowych. Po sezonie w 2006 roku Michelin wycofał się i od 2007 roku Bridgestone stał się wyłącznym dostawcą opon w Formule 1.
W 2009 roku powrócono do opon typu slick, które zapewniały lepszą przyczepność mechaniczną, gdyż dzięki nim pojazdy miały lepszą aerodynamikę i nie utrudniało to wyprzedzania. W roku 2011 firma Pirelli stała się wyłącznym dostawcą opon w Formule 1.